# Konstanty Tomiczek
Konstanty Tomiczek (ur. 1879 w Studziennej, zm. 1933 w Wodzisławiu Śląskim) – powstaniec śląski i polski działacz plebiscytowy.

## Życiorys
Był robotnikiem w zakładach metalowych w Raciborzu, a jednocześnie aktywnym działaczem narodowym i społecznym na ziemi raciborskiej. Należał do grona założycieli Towarzystwa Oświaty na Śląsku, mającego siedzibę w Studziennej, pełnił też w tej organizacji funkcje skarbnika i prezesa. Jednocześnie był też członkiem Towarzystwa Polsko-Górnośląskiego w Raciborzu i Towarzystwa Czytelni Ludowych
, w którym pełnił funkcję członka komitetu powiatowego w Raciborzu. Kolportował polskie pisma i gazety, prowadził w swoim domu biblioteczkę Towarzystwa Czytelni Ludowych. Był współzałożycielem raciborskich spółdzielni "Strzecha" i "Rolnik" oraz Banku Ludowego. W latach 1919– 1921 przewodził w Studziennej lokalnym strukturom Polskiej Organizacji Wojskowej Górnego Śląska i Polskiego Komitetu Plebiscytowego. W I powstaniu śląskim pełnił funkcje kuriera. W drugim brał udział w obronie Domu Polskiego "Strzecha". W trzecim był żołnierzem raciborskiego pułku Alojzego Segeta. W 1922 popowstaniowy terror i represje ze strony szowinistów niemieckich zmusiły go do opuszczenia rodzinnego domu i przeprowadzki do znajdujących się w polskiej części Górnego Śląska Gorzyc. Przez sześć lat pozostawał bezrobotny, wskutek licznych chorób i popierania opozycji. Od 1928 roku aż do śmierci pracował w charakterze sezonowego robotnika kolejowego. 